# Iaroslav d'Opole
Pour les articles homonymes, voir Iaroslav.
Iaroslav d’Opole (en polonais Jarosław Opolski), né entre 1143 et 1160, mort le 22 mars 1201, est un prince polonais de la maison Piast, fils du duc Boleslas Ier le Long. Il fut le premier duc d’Opole de 1173 jusqu'à sa mort et évêque de Wrocław à partir de 1198. 

## Biographie
Iaroslav est le fils aîné de Boleslas Ier le Long (1127-1201), duc de Silésie à partir de 1163, et de sa première épouse Zwienisława de Tchernigov (meurt vers 1155/1160), fille de Vsevolod II, grand-prince de Kiev. Il passe probablement sa jeunesse au palais de l'empereur Frédéric Barberousse à Altenbourg, où la famille de son père s’est réfugiée après avoir été chassée de Pologne par ses cousins. Lorsque son père Boleslas Ier et son oncle Mieszko IV Jambes Mêlées récupèrent le duché de Silésie en 1163, il revient en Pologne. 

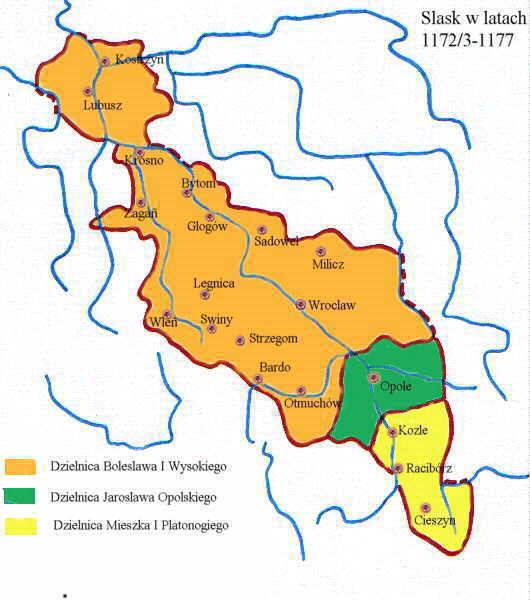
La Silésie après la première division en 1172/1173 : le duché d'Iaroslav en vert.

Les relations avec son père commencent à se détériorer après le remariage de celui-ci avec Christine, fille d'un prince allemand. À la suite des intrigues de sa belle-mère, son père favorise les enfants de son second mariage. Il décide que son fils aîné doit rentrer dans les ordres, de cette façon les fils de Christine, dont Henri Ier, hériteront de son duché. Iaroslav n’accepte pas cette situation comme il n’accepte pas que son père s’attaque à son oncle Mieszko IV Jambes Mêlées. 
L’occasion de renverser le cours des évènements est venue très vite avec la guerre civile de 1172-1173 opposant son père à son oncle qu’il a rejoint. Boleslas est vaincu par Mieszko et se réfugie à Erfurt. Frédéric Barberousse accepte de jouer un rôle de médiateur. Il négocie le retour de Boleslas Ier le Long en Basse-Silésie. En échange, Boleslas doit laisser la région de Racibórz à Mieszko Jambes Mêlées et la région d’Opole à son fils aîné Iaroslav.
Le 13 septembre 1195, Iaroslav se bat dans le camp de son grand-oncle Mieszko III le Vieux, duc de Grande-Pologne, contre les partisans de Lech le Blanc à la bataille de la Mozgawa en quête du trône de Cracovie. 
En 1198, Iaroslav devient évêque de Wrocław, sans doute poussé par son père avec lequel il se serait réconcilié. Correspondant avec le pape Innocent III, il renforce en particulier le développement de la châtellenie d'Otmuchów.
Iaroslav décède le 22 mars 1201 et le duché d'Opole est restitué à son père. Lorsque Boleslas Ier meurt quelques mois après, l'oncle de Iasroslav, Mieszko IV Jambes Mêlées, occupe le pays d'Opole unifiant ainsi toute la Haute-Silésie sous le nom du duché d'Opole-Racibórz. 